# Terroir

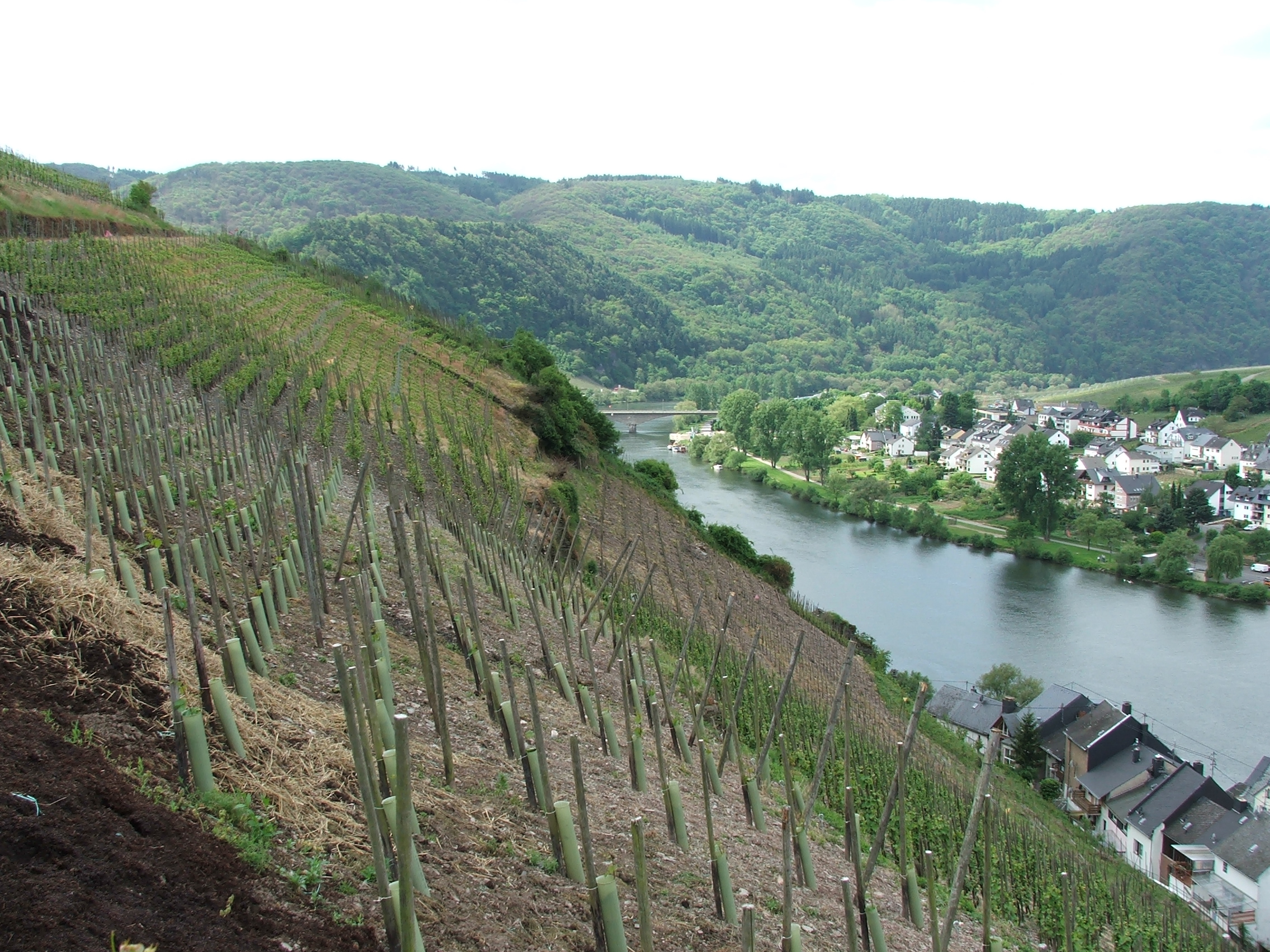
Colline coltivate a vite sul fiume Mosella in Germania

Il terroir (parola francese, pron. teru̯àr) può essere definito come un'area ben delimitata, dove le condizioni naturali, fisiche e chimiche, la zona geografica e il clima permettono la realizzazione di un vino specifico e identificabile mediante le caratteristiche uniche della propria territorialità.
Il terroir definisce anche l'interazione tra più fattori, come terreno, disposizione, clima, viti, viticoltori e consumatori del prodotto. Questa parola non può essere banalmente tradotta in altre lingue con "territorio", in quanto il concetto è molto più complesso.
Anche se, tradizionalmente, il termine è stato utilizzato dai francesi per il mondo vitivinicolo, oggi terroir è utilizzato (con concetto analogo) anche per altri prodotti agricoli (formaggi, salumi, ortaggi, pane, ecc.) e, in particolare, nell'olivocultura di qualità.
Il suolo e il sottosuolo, la loro composizione geologica, le varie erosioni intervenute per fattori chimici, fisici e biologici (geomorfologia), i microrganismi, la macrofauna, la concimazione minerale in aggiunta alla concimazione organica, le caratteristiche del terreno con i molteplici approvvigionamenti idrici, i diversi tipi di clima e di conseguenza le diverse temperature, ventilazioni, esposizioni solari ed umidità, fanno sì che un vitigno impiantato in diversi terroir possa produrre uve con caratteristiche diverse, e di conseguenza vini molto differenti tra loro nella struttura e negli aromi.
In termini più tecnici, il terroir è una combinazione, consolidatasi nel tempo (secoli o, almeno, alcuni lustri) dei seguenti fattori, che determinano un vino di alta qualità e immediatamente riconoscibile: posizione geografica, denominazione, terreno/suolo, clima, vitigno, modalità di cultura in vigna e di vinificazione/affinamento in cantina, modalità di commercializzazione e di consumo. Quindi non solo fattori fisici, chimici, ma anche antropici e storici. 
Con terroir, quindi, si intende un concetto molto vasto che riassume tutti i criteri che contribuiscono alla tipicità di un vino. Una traduzione che si avvicini a tale concetto potrebbe essere "terra tipica" o "luogo tipico".
L'estremizzazione del concetto del terroir (anche e soprattutto in termini di livello qualitativo del prodotto) è quello di cru, che è un micro-terroir. Si pensi che nelle grandi regioni vinicole francesi, all'interno di un terroir, le diverse cru cambiano solo per pochi metri. Pure in Italia, comunque, il cru esiste dal punto di vista normativo (sebbene non ci sia una classificazione gerarchica come in Francia): le sottozone (un comune o una frazione) o le menzioni geografiche aggiuntive (un vigneto) sono esempi di cru, come i  barolo Cannubi, Roncaglie o Bricco Manzoni.
Un esempio di terroir scientificamente validato si trova nei formaggi alpini d'Europa, come la Fontina. I profili di sapore e aroma di questi formaggi sono direttamente influenzati dalla vegetazione specifica pascolata dal bestiame. Ad esempio, quando le mucche si nutrono in pascoli ricchi di Trifoglio alpino (Trifolium alpinum), i composti organici volatili e gli acidi grassi unici della pianta vengono trasferiti al latte. Questi composti agiscono come biomarcatori chimici nel formaggio finale, creando un gusto e un aroma distinti che possono essere ricondotti agli specifici prati di alta quota dove le mucche hanno pascolato. Ciò fornisce una prova empirica del legame tra la flora locale, l'animale e le caratteristiche sensoriali del prodotto finale.